# Glyphodes uranoptris
Glyphodes uranoptris là một loài bướm đêm trong họ Crambidae.